# Angevin

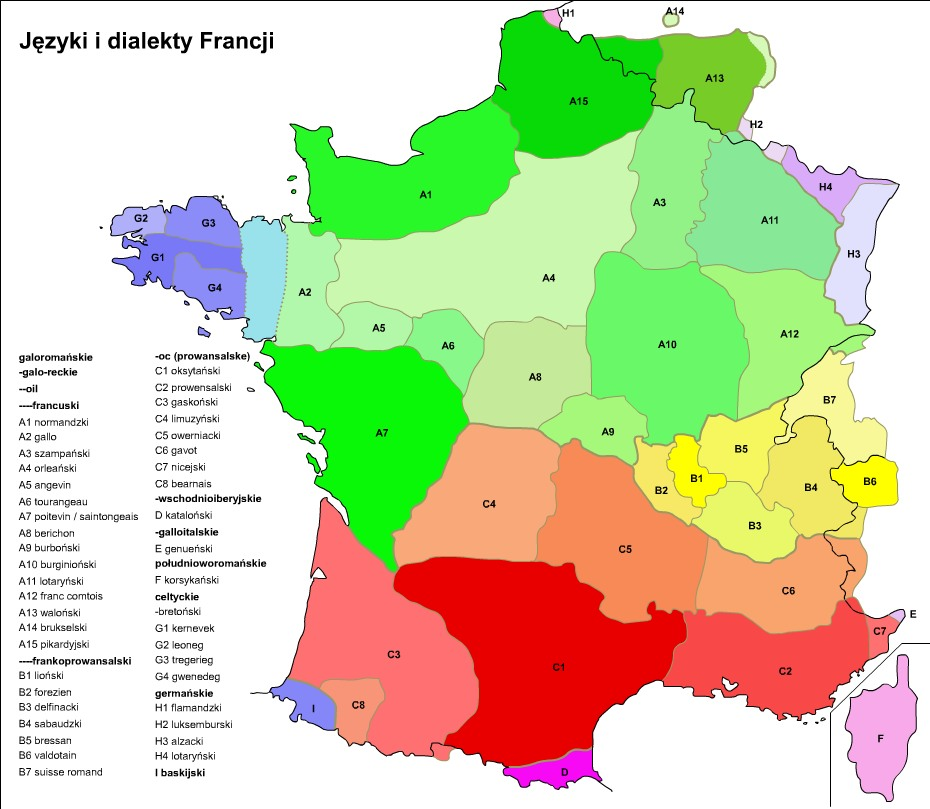
Języki i dialekty Francji

Etnolekt andegaweński albo angevin – dialekt romański z grupy langues d’oïl, posługiwali się nim mieszkańcy Andegawenii (fr. Anjou) – w zachodniej części Francji.
Dialekt ten miał wpływ na francuski w Quebecu.